# Pseudestola
Pseudestola is een kevergeslacht uit de familie van de boktorren (Cerambycidae). De wetenschappelijke naam van het geslacht werd voor het eerst geldig gepubliceerd in 1940 door Breuning.

## Soorten
Pseudestola omvat de volgende soorten:
- Pseudestola ayri Galileo & Martins, 2012
- Pseudestola densepunctata Breuning, 1940